# کریستین دولبرگ
کریستین دولبرگ (انگلیسی: Christian Dollberg؛ زادهٔ ۳ نوامبر ۱۹۷۱) بازیکن فوتبال اهل آرژانتین است.
از باشگاه‌هایی که در آن بازی کرده‌است می‌توان به باشگاه فوتبال پائوک، باشگاه فوتبال کلن، باشگاه فوتبال بوکا جونیورز، باشگاه فوتبال لانوس، و باشگاه فوتبال آرژانتینوس جونیورز اشاره کرد.